# Öyvind Fahlström
Öyvind Fahlström (São Paulo, 1928 – Estocolm, 1976) fou un artista brasiler, nacionalitzat suec.
Era fill de pare noruec i mare danesa. A l'estiu del 1939, mentre els seus pares eren al Brasil i ell s'estava a casa la seva àvia, va esclatar la Segona Guerra Mundial. L'allunyament forçat dels pares durant uns anys va marcar-ne l'obra. Ja de gran va adoptar la nacionalitat sueca i es va establir a Suècia.
A principis dels cinquanta, va treballar com a periodista, va redactar textos teatrals i poesia, i va traduir obres surrealistes. El 1953 va publicar el manifest Hipy Papy Bthuthdth Thuthda Bthuthdy: Manifesto for Concrete Poetry, un text experimental que volia emancipar la literatura de la seva tradició. A partir del 1961 es va instal·lar a Nova York.
Reivindicat com un dels artistes de referència de l'art pop americà, l'obra de Fahlström té, però, una complexitat que el distancia d'aquest moviment. Si bé l'ús d'imatges de la cultura de masses i de codis del còmic underground l'alinea amb el pop, el seu interès per les regles de joc com a principi organitzatiu de les obres, el vincula més aviat al moviment conceptual. D'altra banda, el surrealisme es reflecteix en el seu interès per les formes automàtiques.
Implicat en el Tercer Món, les seves obres incorporen referències diverses a la política i la cultura dels anys seixanta i setanta. Autor d'una obra múltiple que inclou composicions sonores, collages, mòbils, dibuixos, instal·lacions, performances, pintures, pictografies i textos, Fahlström uneix política i sexualitat, humor i crítica. Les seves pintures variables, els dibuixos laberíntics detallats fins a l'obsessió i les múltiples referències al capitalisme formen part del seu imaginari creatiu.
Des del 1999 el MACBA acull en dipòsit el llegat documental de l'artista, l'Arxiu Öyvind Fahlström, propietat de l'Öyvind Fahlström Foundation and Archives.

## Obres destacades
- Garden – A World Model. Tridimensional, 1973[2]
- Study for World Model (Garden). Collage/ dibuix/ material gràfic, 1973[3]
- Mao-Hope March. Mèdia, 1966[4]
- "S.O.M.B.A" Notebook. Collage/ dibuix/ material gràfic, 1973[5]
- Packing The Hard Potatoes (Chile 1: Last Months of Allende Regime. Words by Plath and Lorca). Tridimensional, 1974[6]
- The Little General (Pinball Machine). Tridimensional, 1967 - 1968[7]
- Sitting...Blocks. Tridimensional, 1966[8]
- Meatball Curtain (for R.Crumb). Tridimensional, 1969[9]
- Restaurangblandning I (Himlar och Klyftor) / Restaurangblandning II (Soluppgång – solnedgång). Pintura, 1961[10]
- Tretze. Pintura, 1961[11]
- Andra kalaset på Edlund. Collage/ dibuix/ material gràfic, 1956[12]
- Red Seesaw (Balança vermella). Escultura, 1968-1969

## Exposicions destacades
| - 2006 Eye on Europe, Museu d'Art Modern de Nova York - 2005 Art and Politics, Museum Morsbroich, Leverkusen Germany - 2004 Galerie Air de París, París - 2004 Galerie Johann König, Berlín - 2003 Museum Het Domein, Sittard, Països Baixos - 2002 Institut d'art contemporain, Lyon-Villeurbanne, França - 2002 Baltic, Centre for Contemporary Art, Gateshead, Regne Unit - 2001/0 BAWAG Foundation, Viena - 2000 Museu d'Art Contemporani de Barcelona, Barcelona - 1999 Gallery 400, Universitat de Illinois, Chicago - 1999 Norrköpings Konstmuseum, Norrköping, Suècia - 1996 Kölnischer Kunstverein, Colònia - 1996 Centro Studi sull´arte Licia e Carlo Ludovico Ragghianti, Lucca, Itàlia - 1996 Galerie Aurel Scheibler, Colònia - 1996 Massachusetts Museum of Contemporary Art, North Adams (Massachusetts) | - 1995 Centre Culturel Suédois, París - 1995 Uppsala Konstmuseum, Uppsala, Suècia - 1995 Gesellschaft für Aktuelle Kunst e. V., Bremen, Alemanya - 1994 Thomas Nordanstad Gallery, Nova York - 1993 Feigen Incorporated, Chicago - 1992 IVAM/ Centre Julio Gonzalez, València - 1991 Galerie Aurel Scheibler, Colònia - 1991 Sidney Janis Gallery, Nova York - 1990 Arnold Herstand & Co., Nova York - 1990 Galerie Baudoin Lebon, París - 1989 Galerie Ahlner, Estocolm - 1988 Olle Olsson-huset, Hagalund, Solna, Suècia - 1987 Arnold Herstand & Co., Nova York - 1985 Boibrino Gallery, Estocolm, Suècia - 1984 Arnold Herstand & Co., Nova York - 1983 Walker Art Center, Minneapolis - 1982 Sidney Janis Gallery, Nova York | - 1982 The Solomon R. Guggenheim Museum, Nova York - 1981 Stella Polaris Gallery, Los Angeles - 1980 Musée national d'art moderne, Centre Georges Pompidou, París - 1980 Museum Boymans-van Beuningen, Rotterdam, Països Baixos - 1979 Moderna Museet, Estocolm - 1978 Sharon Avery/Redbird, Brooklyn, Nova York - 1977 Galerie Baudoin Lebon, París - 1976 Sidney Janis Gallery, Nova York - 1976 Galerie Ahlner, Estocolm - 1975 Galerie Alexandre Iolas, París - 1974 Foster Gallery, Universitat de Wisconsin - 1974 Galerie Buchholz, Múnic - 1974 Galleria Multhipla, Mailand - 1973 Sidney Janis Gallery, Nova York - 1973 Moore College of Art Gallery, Philadelphia - 1971 Sidney Janis Gallery, Nova York - 1969 Sidney Janis Gallery, Nova York | - 1969 Universitat de Minnesota, University Gallery, Minneapolis - 1969 Middlebury College, Middlebury, Vermont - 1969 Edinboro State College, Edinboro, Pennsylvania - 1969 Universitat de Georgia, Museum of Art, Athens, Georgia - 1969 Universitat de Texas, Art Museum Austin, Texas - 1969 Sacramento State College, Sacramento, Califòrnia - 1969 Galerie Rudolf Zwirner, Colònia - 1967 Sidney Janis Gallery, Nova York - 1966 XXXIII Biennale di Venezia, Venècia - 1964 Cordier & Ekstrom, Inc., Nova York - 1962 Galerie Danila Cordier, París - 1959 Galerie Danila Cordier, París - 1959 Galerie Blanche, Estocolm - 1955 Galeria Aesthetica, Estocolm - 1954 Eskilstuna Konstmuseum, Eskilstuna, Suècia - 1953 Galleria Numero, Florència |